# Deens Open
Het Deens Open was een golftoernooi voor golfprofessionals. Aangezien het een open toernooi was, konden ook enkele amateurs zich voor het toernooi kwalificeren. 

## Heren
Het toernooi begon in 1991 in Helsingør, een van de oudste golfclubs in Denemarken. In 1992 was er geen toernooi en vanaf 1993 maakte het toernooi vijf jaar lang deel uit van de Challenge Tour. In 1998 werd niet op tijd een nieuwe sponsor gevonden, en daarna bestond het toernooi weer en maakte het weer deel uit van de Europese Challenge Tour tot in 2004. Er werd steeds op verschillende banen gespeeld. Het laatste jaar telde het toernooi ook mee voor de Nordic League. 

#### Winnaars
| Jaar                      | Baan                             | Winnaar               | Score          |
| FM Danish Open            | FM Danish Open                   | FM Danish Open        | FM Danish Open |
| ------------------------- | -------------------------------- | --------------------- | -------------- |
| 1991                      | Helsingør, Zealand               | Peter Hedblom         | 276            |
| 1992                      | Niet gespeeld                    | Niet gespeeld         | Niet gespeeld  |
| Team Erhverv Danish Open  |                                  |                       |                |
| 1993                      | Rungsted Golf Klub, Kopenhagen   | Christian Post        | 277            |
| 1994                      | Simons Golf Club, Kvistgaard     | Liam White            | 270            |
| 1995                      | Simons Golf Club                 | Rob Edwards           | 281            |
| 1996                      | Simons Golf Club                 | Robert Jonsson        | 276            |
| 1997                      | Simons Golf Club                 | David Lynn            | 274            |
| 1998                      | Niet gespeeld                    | Niet gespeeld         | Niet gespeeld  |
| Scandic Hotel Danish Open |                                  |                       |                |
| 1999                      | Odense Golfklub, Odense          | Anders Schmidt Hansen | 211            |
| Danish Open 2000          |                                  |                       |                |
| 2000                      | Odense Eventyr Golf Klub, Odense | Fredrik Henge         | 278            |
| Nykredit Danish Open      |                                  |                       |                |
| 2001                      | Aalborg Golf Klub, Aalborg       | Sébastien Delagrange  | 282            |
| 2002                      | Horsens Golfklub, Horsens        | Ed Stedman            | 285            |
| 2003                      | Gilleleje Golfklub, Gilleleje    | Marcus Fraser         | 276            |
| 2004                      | Esbjerg Golfklub, Esbjerg        | Matthew Morris        | 275            |

In 2003 probeerde men een Deens Open op de Europese Tour te spelen. Het Nordic Open trok te weinig publiek en werd niet voortgezet.

## Dames
Er was ook een Deens Open voor dames, het Danish Ladies Open, en dat maakte deel uit van de Ladies European Tour. In 1988 werd het Ladies Open gewonnen door Florence Descampe en in 1995 door Mette Hageman. Het toernooi heet nu de Danish Masters.

#### Winnaressen
| Jaar               | Baan                     | Winnaar              | Score              |                    |
| Danish Ladies Open | Danish Ladies Open       | Danish Ladies Open   | Danish Ladies Open | Danish Ladies Open |
| ------------------ | ------------------------ | -------------------- | ------------------ | ------------------ |
| 1988               |                          | Florence Descampe    |                    |                    |
| 1995               |                          | Mette Hageman        |                    |                    |
| 1997               |                          | Laura Davies         |                    |                    |
| Danish Masters     |                          |                      |                    |                    |
| 2005               | Kokedal Golf Club        | Iben Tinning         |                    |                    |
| Nykredit Masters   |                          |                      |                    |                    |
| 2006               | Odense Eventyr Golf Club | Karen Margrethe Juul | -15                |                    |
| 2008               | Simon's Golf Club        | Martina Eberl        | -14                |                    |

Iben Tinning werd in 2005 door de Ladies European Tour uitgeroepen tot Speelster van het Jaar.